# ابنتي العزيزة (فلم)
ابنتي العزيزة هو فيلمٌ مصريٌ أُنتج عام 1971.

## قصة الفيلم
شريف سعد الدين (رشدي أباظة) رجل أعمال معروف. تتعطل سيارته في طريق زراعي، فيذهب إلى أحد البيوت، وهو جمعية خيرية للأيتام، ليبحث عن هاتف للاتصال. يستمع أثناء تواجده في البيت لصوت مدرسةٍ شابةٍ تغني للأطفال الأيتام اسمها فاطمة (نجاة الصغيرة). يُعجب شريف بفاطمة ويعرف من مديرة الملجأ (عزيزة حلمي) أنها يتيمة الأبوين، وأنها تحلم بالدخول للجامعة. يقرر شريف أن يتكفلها بدون علمها، وأن ويمنحها فرصة الدراسة في الجامعة. علمت فاطمة أن هناك من تكفل بتكاليف دراستها الجامعية باسم علي علي علي (الاسم المستعار لشريف سعد الدين)، وتناديه باسم بابا.
تتعرف فاطمة في الجامعة على زميلات جدد من بينهن ليلى سعد الدين (ماجدة صالح) ابنة أخ شريف سعد الدين، والتي لا تعرف أن عمها هو نفسه علي علي علي المتكفل بدراسة زميلتها فاطمة. يزور شريف سعد الدين ابنة أخيه ليلى في إحدى حفلات الكلية، وتعرفه على فاطمة، ويتظاهر بأنه لا يعرفها. لكن قصة حب تنشأ بينهما مع مرور الوقت.
أبلغت فاطمة والدها علي علي علي قبيل تخرجها أن زميلها في الكلية سامي إبراهيم (عمر خورشيد) يبحث عن وظيفة، ولذلك يقوم بتعيينه في شركته. يقوم منصور (سعيد خليل)، محامي شريف سعد الدين، بإقناعه بإنهاء قصة حبه مع فاطمة، لأنها يمكن أن تكون على علاقة مع زميلها سامي. يتركها شريف لفترة قبل أن يعرف من ليلى ابنة أخيه أنها تحب سامي. لذلك يقرر العودة لفاطمة.
بعد تخرج فاطمة، تقوم رتيبة (زوزو شكيب)، مساعدة شريف، بإحضار فاطمة لترى والدها علي علي، ولم يُبلغ شريف سعد الدين بذلك إلا في آخر لحظة. تأتي فاطمة، لتكتشف أن شريف سعد الدين ما هو إلاّ علي علي والدها الذي تكفل بها، ثم يتزوجان.

## أبطال
- نجاة الصغيرة في دور فاطمة (بطة)، المدرسة بالملجأ.
- رشدي أباظة في دور رجل الأعمال شريف سعد الدين عم ليلى، وعلي علي المتكفل بفاطمة.
- ماجدة صالح في دور ليلى سعد الدين ابنة أخ شريف، وزميلة فاطمة في الكلية.
- سعيد خليل في دور منصور، محامي شريف سعد الدين.
- إبراهيم سعفان في دور أمين مساعد شريف سعد الدين.
- زوزو شكيب في دور رتيبة مساعدة شريف سعد الدين.
- عمر خورشيد في دور سامي إبراهيم خطيب ليلى سعد الدين.

## أغاني الفيلم
قدمت نجا أربع أغانٍ في الفيلم:
| الأغنية              | المؤلف         | الملحن          |
| -------------------- | -------------- | --------------- |
| يا حبايبي الحلوين    | محمد حمزة      | بليغ حمدي       |
| ليلة من الليالي      | محمد حمزة      | بليغ حمدي       |
| أما براوة            | مرسي جميل عزيز | محمد الموجي     |
| الحلم (حبايبنا دبنا) | مرسي جميل عزيز | محمد عبد الوهاب |

## وصلات خارجية
- مقالات تستعمل روابط فنية بلا صلة مع ويكي بيانات
- ابنتي العزيزة على موقع كاروهات
- ابنتي العزيزة على موقع الدهليز